# Центр сучасного мистецтва при Національному університеті «Києво-Могилянська академія»
Центр сучасного мистецтва при Національному університеті «Києво-Могилянська Академія» — перший український центр сучасного мистецтва.
Заснований Джорджем Соросом 1993 року. 
Директором музею від 1997 до 2005 р. був Єжи Онух. 

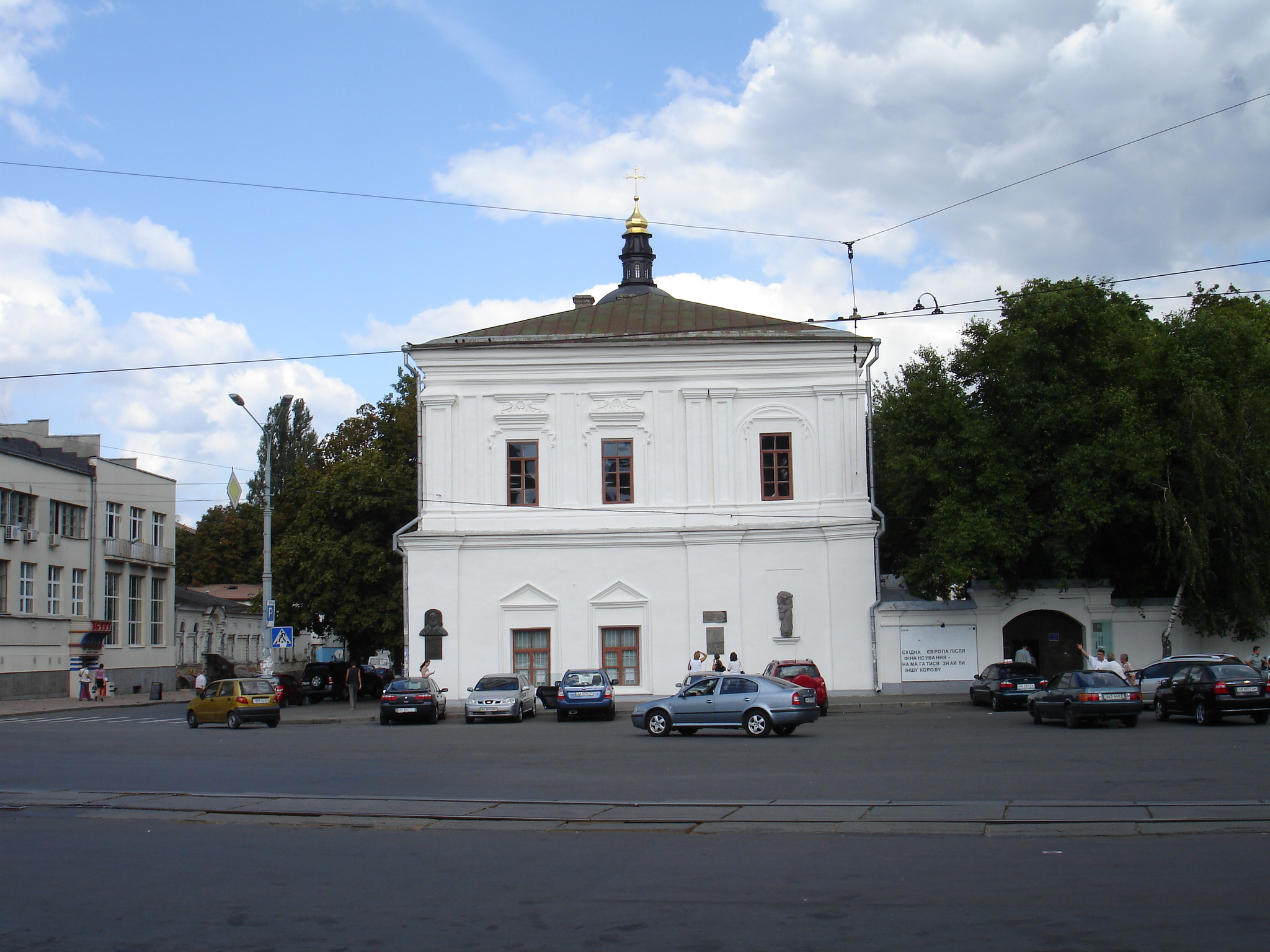
Староакадемічний корпус НаУКМА де в 1995-2009 роках знаходився Центр сучасного мистецтва

Серед подій Центру були виставки за участі робіт важливих сучасних митців: Яніса Кунелліса, Енн Гамільтон, Демієна Герста, Біла Вайоли, Йозефа Бойса, Іллі Кабакова та Джозефа Кошута, Енді Воргола. В центрі також проходили і мистецькі акції таких українських художників, як Борис Михайлов, Олександр Гнилицький, Тарас Полатайко, Андрій Сагайдаковський, Арсен Савадов, Олег Тістол, Марина Скугарєва, Тіберій Сільваші, Ігор Подольчак, Ігор Дюрич. В рамках роботи центру відбулися лекції Беніто Оліви, Джозефа Кошута, Ришарда Клюшчинського та Еркі Хухтамо тощо, воркшопи з відеомистецтва, перформансу, мистецтва в Інтернет тощо.